# Preity Zinta
Preity Zinta (hindi: प्रीति ज़िंटा, wymowa: priːt̪ɪ zɪɳʈaː; ur. 31 stycznia 1975) w Shimli – aktorka Bollywood. Występowała w filmach Bollywood, Tollywood oraz anglojęzycznych. Po ukończeniu studiów na kierunku psychologia kryminalna, zadebiutowała rolą w filmie Dil Se – Z całego serca (1998).
Preity była częścią zespołu w którego skład wchodzili Shahrukh Khan, Rani Mukerji, Saif Ali Khan, Arjun Rampal i Priyanka Chopra. Występowali oni na światowym tournée „Temptations 2004”.

## Filmografia
- 1998: Dil Se – Z całego serca jako Preeti Nair
- 1998: Soldier jako Preeti Singh
- 1998: Premante Idera jako Jannu
- 1999: Raja Kumarudu jako Rani
- 1999: Sangharsh jako Reet Oberoi
- 1999: Dillagi jako Rani
- 1999: Kya Kehna jako Priya Baxi
- 2000: Har Dil Jo Pyar Karega jako Jahnvi
- 2000: Misja w Kaszmirze jako Sufiya Parvez
- 2001: Farz jako Kajal Singh
- 2001: Po cichu i w sekrecie jako Madhubala
- 2001: Rób swoje!: Shalini
- 2001: Droga miłości jako Sakshi
- 2002: Dil Hai Tumhaara jako Shalu
- 2003: The Hero: Love Story of a Spy jako Reshma/Ruksar
- 2003: Armaan jako Sonia Kapoor
- 2003: Znalazłem cię jako Nisha
- 2003: Gdyby jutra nie było jako Naina Catherine Kapoor
- 2004: Lakshya jako Romila Dutta
- 2004: Dil Ne Jise Apna Kahaa jako Dr. Parineeta (Pari)
- 2004: Veer-Zaara jako Zaara Hayat Khan
- 2005: Khullam Khulla Pyaar Karen jako Priti
- 2005: Trudna droga do miłości jako Ambar Malhotra
- 2006: Alag rola epizodyczna
- 2006: Krrish rola epizodyczna
- 2006: Nigdy nie mów żegnaj jako Rhea Saran
- 2006: Zakochać się jeszcze raz
- 2007: Tańcz, dziecinko, tańcz! jako Alvira Khan
- 2007: Om Shanti Om gościnnie jako ona sama
- 2008: Heroes
- 2008: Har Pall
- 2008: Niebo na ziemi
- 2008: Main Aur Mrs Khanna gościnnie
- 2011: Paani

## Nagrody
- Nagroda Filmfare
  - Najlepszy debiut: 1999 Dil Se – Z całego serca i Soldier
  - Najlepsza aktorka: 2004 Gdyby jutra nie było